# Michael Bisping
Michael Gavin Joseph Bisping (født 28. februar 1979 på en militærbase i Nicosia på Cypern) er en engelsk filmskuespiller og tidligere MMA-udøver, der har konkurreret i organisationen Ultimate Fighting Championship hvor han fra juni 2016 til november 2017 var mester i mellemvægt. Han er udover dette tidligere Cage Rage-letsværvægtsmester og The Ultimate Fighter 3-letsværvægtsvinder. På UFC 78, blev han den første britiske kæmper, der havde konkurreret i en UFC-hovedkamp på UFC 199, blev han den første britiske kæmper, der havde vundet et UFC-mesterskab. Han er stadig den eneste britiske kæmper, der har vundet et UFC-bælte.

## Tidlige liv
Bisping blev først på en britisk militærbase i Nicosia på Cypern og voksede op Clitheroe, Lancashire i England. He attended St Augustine's Roman Catholic High School, Billington. Hans polske bedstefar, Andrew (Andrzej), flygtede med sin familie fra Poland til England efter den tyske invasion i 1939. Bisping er af ædel polsk afstamning. Bispings far, Jan var i den British Army; hans mor irsk. Han begyndte at træne Jujutsu i en alder af 8. I 1994, i en alder af 15, deltog han som amatør i Storbritanniens første "no holds barred"-konkurrence, en forløber til moderne MMA, kaldet Knock Down Sport Budo (KSBO).
I en alder af 18 besluttede Bisping sig for at forlade MMA-træningen for at "få sig et rigtigt liv". Mindre end et år senere, begyndte Bisping at træne boksning, kickboxing og karate med ledelse af Allan Clarkin, der ejede Black Knights Kickboxing, som så potentiale i ham. Bisping fik en kort men succesful kickboxing-karriere, hvor han vandt North West Area-titlen og sendere den professionelle britiske letssværvægts-kickboxing-titel. Efter endnu engang kort at slutte med at konkurrere i 1998, vendte Bisping tilbage til kickboxing for at vinde den professionelle britiske letssværvægts-kickboxing-titel for anden gang. Hurtigt efter at have vundet sin anden kickboxing-titel, var han tvunget til at forlade sin fuldtids-træning for et "rigtigt job". I tillæg med sit arbejde på fabrikker, slagterier og nedrivningsfirmaer var han også møbelpolstrer, postbud, fliselægger, gipslægger og sælger.

## MMA-karriere

### Tidlige karriere
Bisping debuterede som professionel MMA-kæmper på Pride & Glory 2: Battle of the Ages den 4. april 2004, hvor han fik en submission-sejr over Steve Mathews efter blot 38 sekunder i 1. omgang. I løbet 2004 og 2005 fik Bisping yderligere ni kampe på britiske gallaer og vandt samtlige via knockout eller submission.
På The Ultimate Fight Club UK: Natural Instinct den 29. januar, 2005, fik Bisping sin cage-kickboxing-debut mod David Brown i en letsværvægtskamp.With Brown fik et slemt cut, og Bisping tog sejren da stævnelægen stoppede kampen i 2. omgang.
Bisping fik sin debut for organisationen Ultimate Force den 30. april 2005, hvor han besejrede Dave Radford og vandt den ledige Cage Warriors-letsværvægt-titel. Bisping konkurrerede herefter i en anden letsværvægts cage-kickboxing-kamp mod Cyrille Diabaté at CWFC: Strike Force 1 den 21. maj 2005, hvor tabte via dommerstemmerne i slutningen af den første ekstra omgang. Han FX3 letsværvægts-titlen den 18. juni 2005. I sin første Cage Warriors-titelforsvar, besejrede Bisping Miika Mehmet på CWFC: Strike Force 2, den 16. juli 2005.

### The Ultimate Fighter 3
Den 24. juni 2006 besejrede Bisping amerikaneren Josh Haynes i finalen af den tredje sæson af UFC's realityserie The Ultimate Fighter og fik dermed en kontrakt med organisationen.

### Ultimate Fighting Championship
Bisping vandt derefter yderligere tre kampe og mødte senere amerikaneren Rashad Evans på UFC 78 den 17. november 2007. Evans vandt kampen via split decision. Dette var det første nederlag i Bispings karriere og slutningen af 2007 meddelte han at han ville gå en vægtklasse ned og i stedet konkurrere i mellemvægt.

#### Rykning ned i mellemvægt
I 2008 vandt Bisping tre kampe i træk i den nye vægtklasse. I slutningen af 2008 meddelte UFC at Bisping og amerikaneren Dan Henderson i foråret 2009 skulle agere trænere i den 9. sæson af The Ultimate Fighter.
Bisping og Henderson mødtes efter på UFC 100 den 9. juli 2009 på Mandalay Bay. Bisping blev hårdt knockoutet af Henderson i 2. omgang. Dette var Bispings første knockoutnederlag i karrieren. Bisping kunne ikke huske kampen efter det ikoniske knockout og troede i stedet at kampen ville finde sted 2 måneder senere.
| “ | I fought Dan Henderson in 2009 and I lost and that was at UFC 100. UFC 100 was the biggest pay-per-view the company's ever done. 1.6 million pay-per-view buys, watched all over the world, and of course I get knocked out cold after talking lots of smack leading up to the fight. So I got my just desserts in that one. After the fight, I don't remember anything. I remember being in the showers and I didn't have a clue what was going on. I was saying to my manager at the time, 'I can't be knocked out cause I'm not fighting for another two months, what the hell are you talking about?' and then these people come and go 'Michael we need to take you to the hospital. I'm like I'm not going to the hospital and then I'd say again, 'what's going on', I'd just keep repeating myself. | ” |

Senere samme år besejrede Bisping canadieren Denis Kang på UFC 105 via TKO i 2. omgang. Kampen fik prisen Fight of the Night, hvilket gav både Kang og Bisping en $40,000 bonus.
Den 20. februar, 2010 mødtes Bisping og Wanderlei Silva på UFC 110. Silva vandt kampen via enstemmig afgørelse.
Bisping vandt herefter kampe i træk i 2010–2011 og deltog igen som træner i The Ultimate Fighter.
Den 28. januar 2012 mødtes Bisping og amerikaneren Chael Sonnen i en kamp, hvor vinderen senere i løbet af året skulle møde den regerende mester Anderson Silva i en titelkamp. Sonnen vandt kampen via enstemmig afgørelse.
Efter en sejr mod amerikaneren Brian Stann via enstemmig afgørelse skulle Bisping møde brasilianeren Vitor Belfort den 19. januar 2013. Før kampen havde UFC meddelt at Bisping ved en sejr skulle møde Anderson Silva i en titelkamp. Belfort vandt kampen via TKO i 2. omgang. I april samme år besejrede Bisping amerikaneren Alan Belcher via en teknisk dommerafgørelse.
I 2014 fik Bisping tre kampe. Han tabte via enstemmig afgørelse mod Tim Kennedy, besejrede Cung Le via TKO og tabte til Luke Rockhold via submission. I 2015 besejrede Bisping C. B. Dollaway på UFC 186 via split decision og Thales Leites på UFC Fight Night: Bisping vs. Leites via enstemmig afgørelse.
Bisping og den daværende mester i vægtklassen, brasilianeren Anderson Silva, mødtes den 27. februar, 2016 i hovedkampen på UFC Fight Night: Silva vs. Bisping, som Bisping vandt via enstemmig afgørelse.

#### UFC-mellemvægts-mester
Den 4. juni 2016 mødtes Bisping og den regerende mester Luke Rockhold i en titelkamp i mellemvægt. Kampen blev aflyst efter at Bisping havde udfordret udfordreren Chris Weidman som på grund af en skade var tvunget til at melde afbud med mindre end 3 uger før kampen.
Bisping vandt kampen via KO i 1. omgang og blev dermed mester i mellemvægt.
Bisping forsvarede titlen mod Dan Henderson den 8. oktober 2016 på UFC 204 i Manchester i en kamp som Bisping vandt via enstemmig afgørelse. Sejren var Bispings 20. i UFC og han slog dermed canadiske, Georges St-Pierres tidligere rekord over flest sejre i organisationen.
På UFC 217 den 4. november 2017 möttes Bisping og Georges St-Pierre i en titelkamp i mellemvægt. St. Pierre vandt kampen via teknisk submission i 3. omgang og blev dermed ny mester i vægtklassen.

#### Efter UFC-mellemvægts-mesterskabet
3 uger efter at have mistet sin mellemvægtstitel mødte Bisping, Kelvin Gastelum, som erstatning for Anderson Silva, der var blevet suspenderet af USADA efter ikke at have klaret en dopingprøve, på UFC Fight Night: Bisping vs. Gastelum den 25. november, 2017. Gastelum vandt kampen via KO i 1. omgang.
Den 28. maj 2018, offentliggjorde Bisping officielt at han pensionerede sig som MMA-kæmper.

## Skuespillerkarriere
Den 6. april 2016, offentliggjorde Bisping at han havde fået en rolle i filmen xXx: The Return of Xander Cage. Senere den samme måned afslørede Bisping at han var fan af 1990'erne-tv-serien Twin Peaks og at han havde fået en lille rolle i den kommende sæson af serien. Han spillede Roy Shaw i sports-drama-filmen My Name Is Lenny.

## Privatliv
Bisping mødte sin australske kone, Rebecca, i Manchester i England. Parret har sammen tre børn og bor i Orange County i Californien. Deres tredje barn blev født lige før, at Bisping skulle til USA for sine sidste forberedelser til sin kamp mod Dan Miller.
Bisping lider af Skelen, hvilket er en tilstand som får et eller begge øjne til at pege enten ind mod næsen eller ud mod ørerne. Dette skyldes en skade han fik i kampen mod Vitor Belfort på UFC on FX: Belfort vs. Bisping i 2013, hvor Bisping tabte via teknisk knockout 2. omgang. Nederlaget blev anset som kontroversielt, da Belfort var på testosteronerstatningsterapi. Bisping udtrykte sin glæde, da Belfort tabte via knockout fra et frontspark fra Lyoto Machida den 12. maj, 2018 på UFC 224, i sin afskedskamp.
| “ | It’s very satisfying to see him [Vitor Belfort] lose if I’m honest. I don’t care for the guy. I think he’s built a career off being a cheat. The amount of insane steroids over his life, over his career, is evident to see. I mean you go back and look at his early career, the guy was insanely jacked. When we fought he was insanely jacked, and now you look at him and he looks like a f*cking beat up old man. And he’s getting knocked out like so and performing like so. | ” |

Bisping fightnavn, 'The Count', blev givet til ham af en ringannouncer under en kamp.
| “ | My old manager told the ring announcer to introduce me as The Count. I said no at first, but I’m actually a Count in Poland (grandfather was a Polish Count). It embarrasses me a little bit. I made the mistake of telling someone at school and I was subsequently made fun of. | ” |

## Filmografi

### Film
| År   | Titel                      | Rolle      | Noter     |
| ---- | -------------------------- | ---------- | --------- |
| 2014 | Plastic                    | Kasper     |           |
| 2015 | Strike Back                |            | TV Series |
| 2017 | xXx: Return of Xander Cage | Hawk       |           |
| 2017 | Twin Peaks                 | Guard      | TV Series |
| 2017 | My Name Is Lenny           | Roy Shaw   |           |
| 2017 | Dark Matter                | Goren      | TV Series |
| 2018 | Triple Threat              | Production |           |
| 2018 | Den of Thieves             |            |           |